# Bullenkuhlen
Bullenkuhlen ist eine Gemeinde im Kreis Pinneberg in Schleswig-Holstein.

## Geografie

### Lage und Gliederung der Gemeinde
Das Gemeindegebiet von Bullenkuhlen erstreckt sich etwa 5 km östlich von Elmshorn im Naturraum der Barmstedt-Kisdorfer Geest (Haupteinheit Nr. 694) am Oberlauf der Krückau.
Siedlungsgeografisch besteht die Gemeinde aus dem namenstiftenden Dorf als einzigem amtlich festgeschriebenen Wohnplatz.

### Nachbargemeinden
Unmittelbar angrenzende Gemeindegebiete von Bullenkuhlen sind:
| Bokholt-Hanredder |                                             | Barmstedt |
| Kölln-Reisiek     | Kompassrose, die auf Nachbargemeinden zeigt | Heede     |
|                   | Bevern                                      |           |

## Geschichte
Im Jahre 1588 wurde der Ort als „Bulle-Kuhlen“ erstmals urkundlich erwähnt. Im Jahre 1647 wurde er unter dem heutigen Namen Bullenkuhlen genannt.
Der Ort liegt am historischen Ochsenweg. Sein Name leitet sich vermutlich von den Teichen an der Krückau ab, an denen die Ochsen getränkt wurden.
Von 1810 bis zur Auflösung Ende 2007 war Bullenkuhlen Sitz des Forstamtes Rantzau, welches aus fünf Förstereien bestand, die 5200 Hektar Wald bewirtschafteten. Es wurde in den Landesbetrieb der Schleswig-Holsteinischen Landesforsten eingegliedert.

## Politik

### Gemeindevertretung
Bei der Kommunalwahl am 14. Mai 2023 wurden insgesamt neun Sitze vergeben. Diese fielen erneut alle an die Bürgerliche Wählergemeinschaft Bullenkuhlen. Die Wahlbeteiligung betrug 71,6 %.

### Wappen
Blasonierung: „In Grün ein schmaler silberner Wellenbalken, darüber ein silberner Bullenkopf.“

## Verkehr
Entlang der östlichen Grenze der Gemarkung führt die schleswig-holsteinische Landesstraße 110 von Tornesch nach Barmstedt. Die Dorflage wird über die von dieser kurz vor Barmstedt in südwestlicher Richtung abzweigenden Kreisstraße 12 erreicht. Die weiter westlich verlaufende Bundesautobahn 23 von Hamburg in Richtung Heide ist über die L 110 an der Autobahn-Anschlussstelle Tornesch (Nr. 15) wie auch direkt über die K 12 an der Anschlussstelle Elmshorn (Nr. 14) erreichbar.